# Лимаренко, Валерий Игоревич
Вале́рий И́горевич Лимаре́нко (род. 19 октября 1960, Харьков) — советский и российский государственный и политический деятель. Губернатор Сахалинской области с 12 сентября 2019 (врио 7 декабря 2018 — 12 сентября 2019).

## Биография
Родился 19 октября 1960 года в Харькове. Происходит из семьи, связанной с авиацией: дед работал на авиационно-ремонтном заводе, отец служил военным лётчиком. Согласно свидетельствам самого Лимаренко, вскоре после его рождения семья переехала в Луганск, где он провёл детские годы. Первоначально планировал стать лётчиком, но в дальнейшем выбрал научно-инженерную деятельность в авиационной отрасли.

### Образование
1983 год — Харьковский авиационный институт (ныне — Национальный аэрокосмический университет имени Н. Е. Жуковского «Харьковский авиационный институт») по специальности «жидкостные реактивные двигатели», квалификация — «инженер-механик двигателей летательных аппаратов».
В 2018 году Лимаренко прошёл в Российской ассоциации управления проектами «СОВНЕТ» международную сертификацию в области управления проектами, программами и портфелями проектов. Является сертифицированным директором проектов IPMA, Level A.

### Трудовая деятельность

##### Научная деятельность
В 1983 году пришёл на должность инженера-конструктора во Всесоюзный научно-исследовательский институт экспериментальной физики в Арзамасе-16 (ныне — Саров). С 1984 по 1988 год занимался комсомольской работой, но в 1988 году вернулся к науке. Лимаренко работал во ВНИИ экспериментальной физики на должности ведущего инженера-исследователя, инженера-экономиста и начальника группы.
В 1999 году в Нижегородском государственном архитектурно-строительном университете защитил диссертацию на соискание учёной степени кандидата экономических наук по теме «Управление процессом ипотечного кредитования в муниципальном образовании».
В 2000 году в Институте региональных экономических исследований защитил диссертацию на соискание учёной степени доктора экономических наук по теме «Формирование и развитие муниципальной системы управления ипотечным жилищным кредитованием в условиях переходной экономики».
Президент Высшей инжиниринговой школы НИЯУ МИФИ (ВИШ МИФИ), заведующий кафедрой «Системы управления жизненным циклом сложных инженерных объектов» в Нижегородском государственном техническом университете имени Р. Е. Алексеева, почётный доктор НГТУ.
Руководитель группы специалистов-разработчиков цифровой системы управления сооружением сложных инженерных объектов MULTI-D.
Заведующий кафедрой «Новые финансовые технологии» Саровского физико-технического института (в разные годы).
Президент Международного научно-учебного центра «Экономика регионального развития» при СарФТИ.
Вице-президент Международной ассоциации фондов жилищного строительства и ипотечного кредитования (МАИФ).
Автор более 25 научных работ, в том числе трёх монографий: «Дом для Вашей семьи на большой Волге», «Ипотека: шаг за шагом», «Ипотека: стратегия развития».

##### Политическая и хозяйственная карьера
1984—1988 — освобождённый комсомольский работник во ВНИИЭФ. Был заместителем, затем секретарём комитета ВЛКСМ ВНИИЭФ, занимался вопросами молодёжно-строительных комплексов.
1996—2001 — депутат городской думы Сарова; заместитель, позднее первый заместитель председателя по экономике и финансам. Параллельно возглавлял межрегиональную ипотечную компанию. Стал одним из основателей нижегородского отделения партии «Единая Россия».
2001—2003 — министр строительства и жилищно-коммунального хозяйства правительства Нижегородской области.
2003—2005 — главный федеральный инспектор по Нижегородской области в аппарате полномочного представителя президента РФ в Приволжском Федеральном округе.
2005—2007 — заместитель губернатора, заместитель председателя правительства Нижегородской области по строительству, энергетике, жилищно-коммунальному хозяйству и информационным технологиям.
С ноября 2021 года Лимаренко является членом комиссии генсовета партии «Единая Россия» по международному сотрудничеству и поддержке соотечественников за рубежом.
В 2022 году вошёл в состав совета публично-правовой компании «Фонд развития территорий» при правительстве РФ, которая занимается регулированием отношений между застройщиками и дольщиками.

##### Участие в церковной жизни Нижегородской области
Архиепископ (ныне митрополит) Нижегородский и Арзамасский Георгий отметил заслуги Лимаренко в деле воссоздания церковной жизни на Нижегородской земле, строительстве храмов на территории российских атомных станций.
В Нижнем Новгороде на территории «Атомэнергопроекта» Валерий Лимаренко построил храм во имя св. Серафима Саровского. На восстановление храма его благословил лично Святейший Патриарх Московский и всея Руси. Активно участвовал в работах по восстановлению Канавки в Серафимо-Дивеевском монастыре и благоустройству обители.

##### Деятельность в Росатоме
В 2007 году перешёл в корпорацию Росатом, которую возглавил Сергей Кириенко.
В мае 2007 года возглавил ФГУП Нижегородский научно-исследовательский, проектно-конструкторский и изыскательский институт «Атомэнергопроект» (ФГУП НИАЭП).
C ноября 2012 года — президент АО «НИАЭП». С 2012 года АО «НИАЭП» стал Управляющей организацией АО АСЭ, с 2014 года — Управляющей организацией АО «Атомэнергопроект», с 2015 года — Управляющей организацией АО «Атомпроект».
С июля 2016 года — руководитель инжинирингового дивизиона Государственной корпорации по атомной энергии «Росатом».
С декабря 2016 года — президент АО ИК «АСЭ», руководитель группы компаний ASE, объединяющей ведущие проектно-инжиниринговые предприятия отрасли: АО ИК «АСЭ», АО АСЭ, АО «Атомэнергопроект», АО «Атомпроект», ООО «Трест РосСЭМ», ПАО «Энергоспецмонтаж», АО «НИКИМТ-Атомстрой», ООО «ВдМУ» и другие. Руководитель группы специалистов-разработчиков цифровой системы управления сооружением сложных инженерных объектов MULTI-D. В 2017 году руководил проектированием, сооружением и запуском энергоблоков на АЭС в России, Китае, Индии, Иране, Беларуси, Венгрии, Египте и Бангладеш.
В «Росатоме» именно он курировал вопросы помощи Японии после аварии на «Фукусиме-1».

## Глава Сахалинской области
7 декабря 2018 года президент Владимир Путин назначил Валерия Лимаренко исполняющим обязанности губернатора Сахалинской области ввиду перевода О. Н. Кожемяко на должность исполняющего обязанности губернатора Приморского края.
10 декабря 2018 года Лимаренко объявил о намерении выставить свою кандидатуру на губернаторских выборах в качестве самовыдвиженца.
Валерий Лимаренко регулярно проводит встречи с жителями области, на которых обсуждаются самые насущные проблемы. Впервые в истории России перед выборами не произошло личной встречи с президентом.
В Единый День голосования 8 сентября 2019 года В. И. Лимаренко одержал победу в первом туре выборов Губернатора Сахалинской области с результатом 56,15 %. Срок его полномочий завершится в 2024 году.
12 сентября 2019 года официально вступил в должность и на церемонии инаугурации подписал свой первый указ — о назначении членом Совета Федерации, представителем от исполнительного органа государственной власти Сахалинской области бывшего заместителя министра иностранных дел Российской Федерации Г. Б. Карасина.
С 27 января 2020 — член президиума Государственного Совета Российской Федерации.
14 января 2021 года в своём телеграм-канале заявил о намерении на территории региона выдавать провакцинировавшимся против COVID-19 гражданам специальные бейджи, позволяющие не носить маски. 19 января стало известно, что вместо бейджа для вакцинированных от коронавируса будет введён электронный сертификат в виде QR-кода в телефоне.

### Итоги за 3 года
Под руководством Лимаренко область первой в стране завершила программу расселения аварийного жилья, признанного таковым до 2017 года, и при поддержке федерального центра приступила к расселению ветхих домов, которые выявили в последующие годы. По информации СМИ, немалую роль в этом сыграли лоббирование этого вопроса лично Лимаренко.
По информации СМИ лоббирование Лимаренко способствовало ускорению процесса газификации региона совместно с «Газпромом». На 2022 год уровень газификации на Сахалине и Курилах составляет 54 %. Всем жителям региона возмещают до 152 тысяч рублей на подготовку домовладения к приёму газа — проектно-изыскательские работы, строительство фасадных газопроводов, ввод газопроводов в дом, прокладку внутридомовой системы газоснабжения. В Южно-Сахалинске и Анивском районе льготным категориям граждан компенсируют до 50 тысяч рублей на покупку внутридомового газоиспользующего оборудования (плит, водонагревателей, отопительных котлов, приборов учёта потребления газа, безопасности и сигнализации).
Лимаренко решил транспортный вопрос. За три года была существенно расширена сеть маршрутов местной авиации за счет создания единой дальневосточной авиакомпании на базе местной «Авроры». За этот период в районах восстановили десятки взлетно-посадочных полос и аэровокзалов, а в августе 2022 года власти приступили к строительству новой полосы и пассажирского терминала в международном аэропорту Южно-Сахалинска. Пассажиропоток в авиации вырос более чем на 30%.
Решена проблема нехватки пассажирских судов на Курильском направлении (Кунашир, Итуруп, Шикотан). В 2021 году на линию Корсаков-Курилы вышли два новейших грузопассажирских судна: «Адмирал Невельской» и «Павел Леонов». Они были построены специально для островного региона под Санкт-Петербургом.
Под руководством губернатора с 2019 года на островах модернизировали 474,2 км автомобильных дорог регионального или межмуниципального и местного значения, построили и реконструировали 120,6 км, в том числе 22,3 км дорог местного значения. С 2020 года 630 км дорог местного значения в области содержат по нормативу, включающий в себя весь комплекс мероприятий направленный на поддержание автомобильных дорог в нормативном состоянии. С того же года на Сахалине полностью завершили работы по модернизации железнодорожной колеи на общесетевой стандарт.
По словам вице-президента РАПК Алексея Куртова Лимаренко сумел создать сильную управленческую команду и внедрить качественное цифровое управление регионом.
Политолог Евгений Минченко отметил, что Лимаренко является одним из самых продвинутых в цифровом плане губернаторов в ДФО. По его словам, глава Сахалинской области «очень серьёзно перестроил систему управления, ввёл в неё элементы информационных технологий, многие вещи, которые касаются сбора информации и информирования населения, переведены в автоматический режим». В результате нововведений в сфере здравоохранения были внедрены сквозные базы данных и организован колл-центр, что позволило выстроить эффективную маршрутизацию пациентов, снизив напряжение от нехватки специалистов. Это привело к тому, что количество принимаемых в месяц пациентов увеличилось на 30 %.
За время, которое Лимаренко возглавлял регион, по словам члена Общественной палаты Сахалинской области Галины Дзюбы, в рейтинге инвестиционной привлекательности АСИ регион поднялся с 40-го места на 5-е. В период с 2020 по 2022 год регион значительно поднялся с 30-го на 8-е место Национального рейтинга состояния инвестклимата.
Благодаря активной поддержке губернатора и правительства сахалинские производители реализуют крупные инвестиционные проекты, имеют возможность увеличивать объёмы производства и расширять ассортимент продукции. Министр сельского хозяйства и торговли Сахалинской области Инна Павленко рассказала, что в Сахалинской области действует масштабная государственная поддержка агропромышленного комплекса и сферы торговли по более чем 40 направлениям. За три года региональная самообеспеченность по молоку возросла в 1,5 раза, а по мясу в — 1,2 раза. Жители региона круглогодично на 100 % обеспечены свежими огурцами и больше чем на 90 % — томатами собственного производства. Ежегодно на поддержку и развитие предприятий АПК областное правительство выделяет порядка 3 млрд рублей, а на сентябрь 2022 года на эти цели уже выделили 3,5 млрд рублей. Региональные производители выпускают две трети молока и молочных продуктов, необходимых жителям региона, наполовину закрыта потребность в свинине.
В 2021 году по инициативе Лимаренко заработала программа по обеспечению жителей Сахалинской области свежевыловленной рыбой напрямую от рыбодобывающих компаний. За весь 2021 год жителям реализовано 285 тонн свежей рыбы, за неполные 8 месяцев 2022 года — 356 тонн.
Летом 2020 года Валерий Лимаренко инициировал программу в рамках которой островитянам выплачивались деньги за координаты незаконных мусорных залежей. Также в регионе были организованы соревнования по поиску несанкционированных свалок при помощи беспилотных летательных аппаратов. В первый год проекта устранили 2,5 тысячи незаконных свалок, за три летних месяца 2022 года — более 1 тысячи.
Одним из приоритетов деятельности губернатора является развитие здравоохранения Сахалинской области. За период с 2019 по 2022 годы на сферу здравоохранения из областного бюджета выделили более 104 миллиардов рублей, что позволило модернизировать материально-техническую базу учреждений, в том числе приобрести высокотехнологичное дорогостоящее оборудование, отремонтировать корпуса медицинских учреждений,  обеспечить работу лечебных организаций. По инициативе Лимаренко в регионе внедрили программу углубленного обследования граждан старше 65 лет — в прошлом году комплексную диагностику здоровья прошли около 73 тысяч жителей Сахалинской области. В 2022 году углубленными обследованиями планируется охватить 90 тысяч человек. Для этих целей в регионе открыты 16 центров диагностики. Также реализован проект «Умный ФАП». В результате в 10 фельдшерско-акушерских пунктов поставлено оборудование для проведения исследований и дистанционной передачи данных. С помощью СМАРТ-технологий обследовали около 2,5 тысяч человек — без необходимости в дополнительных перемещениях в районные центры или Южно-Сахалинск. Была реализована работа сервиса 1-300, который работает в круглосуточном режиме и позволяет записаться на приём к врачу или вызвать его на дом, выписать рецепт, не выходя из дома и получить консультацию о работе учреждений и порядке оказания медпомощи.
Ведётся работа по повышению туристической привлекательности региона. С 2019 по 2021 год была реализована программа по обустройству инфраструктурного минимума на 14 приоритетных маршрутах острова: установлено более 30 современных туалетных модулей, 90 знаков туристкой навигации, обустроено более 10 смотровых площадок и общественно-значимых мест. В 2022 году состоялось открытие острова Монерон как центра для занятий дайвингом. В августе к нему запущен 50-местный катамаран, что существенно повысило доступность природного парка.
С 2019 по 2022 года в регионе в эксплуатацию ввели 5695 мест в общеобразовательных организациях для детей школьного возраста и 710 мест в дошкольных образовательных учреждениях.
В 2020 году по инициативе губернатора стартовала реализация программы по обеспечению Сахалинской области голубым топливом. На 2022 год ведутся работы по реконструкции сетей теплоснабжения, водоснабжения и водоотведения для перехода на энергоэффективные технологии, что позволит существенно снизить выбросы в атмосферу. 
На выборах 2024 года набрал 80,79 процентов избирателей и 11 сентября официально вступил в должность губернатора на второй срок. В этот же день, как и пять лет назад, внёс кандидатуру Григория Карасина в Совет Федерации от Сахалинской области.

## Награды
Государственные награды Российской Федерации
- Орден Почёта (10 марта 2010) — за большой вклад в развитие атомной энергетики, обеспечение физического и энергетического пуска энергоблока № 2 Ростовской атомной электростанции[43]
- Орден Александра Невского (26 августа 2016) — за достигнутые трудовые успехи и многолетнюю добросовестную работу[44]
- Орден «За заслуги перед Отечеством» IV степени (2020)[45]
- Орден «За заслуги перед Отечеством» III степени (2023)[46]

Ведомственные награды
- Медаль «За укрепление боевого содружества» (Минобороны России, 2023)[47]
- Благодарность Правительства Российской Федерации (14 июля 2025) — за заслуги в содействии укреплению обороноспособности страны и государственной безопасности[48]

Иностранные государственные награды
- Орден Дружбы (КНР)
- Благодарность Президента Республики Беларусь (15 октября 2024)— за высокий профессионализм, значительный вклад в реализацию инвестиционного проекта по возведению Белорусской атомной электростанции[49]

Награды Русской Православной Церкви
- Орден Преподобного Сергия Радонежского III степени
- Орден Преподобного Серафима Саровского III и II степеней

Отраслевые награды
- Знак отличия «Е. П. Славский»
- Медаль «За заслуги перед атомной отраслью» I степени

## Санкции
24 февраля 2023 года Госдепом США Лимаренко включён в санкционный список лиц причастных к «осуществлению российских операций и агрессии в отношении Украины, а также к незаконному управлению оккупированными украинскими территориями в интересах РФ», в частности за «призыв граждан на войну на Украине».
1 апреля 2023 года внесён в санкционный список Украины как «глава государственного органа, осуществлявший поддержку/поощрение/публичное одобрение политики РФ, направленной на проведение военных действий и геноцид гражданского населения в Украине».

## Семья
Женат. Супруга, Марина Анатольевна, окончила Тульский политехнический институт по специальности «Робототехника», работала конструктором. Сыновья Дмитрий, Игорь и Алексей. Две внучки и два внука.

## Увлечения
Ведёт здоровый образ жизни, занимается спортом: бег, бокс, любит бывать на природе, кататься на лыжах. Любит рыбалку и баню. На 2022 год занимается хоккеем.
Играет на аккордеоне и на гитаре. Любит бардов: Визбора, Окуджаву, Высоцкого, Митяева.